# Zamid Čalaev
Zamid Alievič Čalaev (in russo Замид Алиевич Чалаев?; Benoj, 19 agosto 1981) è un poliziotto russo di etnia cecena, Eroe della Russia, comandante del Reggimento speciale di polizia "A. A. Kadyrov" dal 2019 e impiegato nell'invasione russa dell'Ucraina dal 2022.

## Biografia
Čalaev è nato il 19 agosto del 1981 a Benoj, distretto di Nožaj-Jurt, nell'allora RSSA Ceceno-Inguscia.

### Carriera in polizia
Nel 2004 si arruolò nelle forze dell'ordine del ministero degli interni nella Cecenia, entrando nella squadra di pattuglia del 2º Reggimento speciale di polizia (PPSM). 
Nel maggio 2005 è stato nominato comandante di plotone e, nel giugno dello stesso anno, del battaglione di pattuglia della polizia del distretto di Nožaj-Jurt. Da marzo a dicembre del 2006 è stato vicecomandante, e dal dicembre dello stesso anno è stato comandante del plotone di esecuzione di un battaglione del PPSM del dipartimento distrettuale degli interni di Nožaj-Jurt.
Nell'agosto 2010 è stato nominato capo di stato maggiore del battaglione di pattuglia distrettuale di Nožaj-Jurt, per poi diventarne il vicecomandante nel 2014. Da maggio 2016 a maggio 2019 è stato Capo di Stato Maggiore del Dipartimento. Da maggio a giugno del 2019 è stato capo del centro di detenzione temporanea di Nožaj-Jurt.
Nel 2019 è stato nominato comandante del Reggimento speciale di polizia "A. A. Kadyrov", succedendo a Aslan Iraskhanov.

### Guerra russo-ucraina
Nel 2022, Čalaev ha guidato il reggimento speciale di polizia nella battaglia per la città di Mariupol', prendendo il controllo dell'acciaieria Azovstal'. Nel maggio dello stesso anno l'ufficiale è stato nominato coordinatore delle truppe cecene nel settore di Luhans'k.
All'inizio del 2023, sono emerse notizie riguardanti la presunta cattura di Čalaev da parte delle forze ucraine. Tuttavia, le autorità cecene e lo stesso Čalaev hanno smentito tali affermazioni.

## Vita privata
Čalaev ha quattro fratelli, tutti dipendenti nelle forze dell'ordine: Murad, Išak, Bekkhan e Takhir. Suo fratello Bekkhan è, dall'ottobre 2023, comandante del Battaglione operativo "Bajsangur di Benoj", un'unità subordinata alla Guardia Nazionale russa.
Čalaev ha un figlio, Jakub (2006). Secondo fonti dell'opposizione cecena, Jakub Čalaev avrebbe investito tre persone, una coppia genitori con il figlio dodicenne, provocandone la morte.

## Sanzioni
L'Unione Europea e gli Stati Uniti hanno messo sanzioni su Čalaev in relazione alla sua partecipazione nell'invasione dell'Ucraina, accusandolo di aver sequestrato bambini ucraini e averli trasferiti in Cecenia in "campi di rieducazione militare".